# Yapı ve Kredi Bankası
Die Yapı ve Kredi Bankası A.Ş. (dt. Struktur- und Kreditbank Aktiengesellschaft) ist eine der größten Privatbanken der Türkei. Mehr als 81 % der Aktien werden von dem Gemeinschaftsunternehmen Koç Finansal Hizmetler der Koç Holding und der UniCredit gehalten.

## Geschichte
Die Bank wurde 1944 von Kazım Taşkent gegründet. 1984 erwarb Mehmet Emin Karamehmets Çukurova Holding das Unternehmen und Hüsnü Özyeğin war dann bis 1987 CEO. 2003 einigte sich die Çukurova Holding mit der türkischen Bankenaufsicht auf einen Verkauf der meisten Anteile innerhalb von zwei Jahren. 2005 erwarben die Eigner der Koçbank die Aktienmehrheit der Yapı ve Kredi Bankası A.Ş. Heute ist das Kreditinstitut im Besitz der Koç Finansal Hizmetler (KFH), eines  Joint Ventures der Koç Holding mit der italienischen UniCredit-Gruppe. Im Jahr 2006 fusionierte die Koçbank mit der Yapı Kredi und die KFH erhielt 80 % der Aktienanteile. Im Jahr 2024 expandierte die Bank nach Deutschland.

## Unternehmen
Die Yapı Kredi ist im Privat- und im Geschäftskundengeschäft tätig und mit Yapı Kredi Emeklilik A.Ş und Yapı Kredi Sigorta A.Ş. auch im Versicherungsgeschäft. Die Tochter Yapı Kredi Emeklilik A.Ş ist einer der größten Renten- und Lebensversicherungsanbieter des Landes. Die Tochtergesellschaft Yapı Kredi Sigorta A.Ş. ist der zweitgrößte Krankenversicherer der Türkei.